# Бобруйск
Бобруйск или Бабруйск (на беларуски: Бабруйск; на руски: Бобруйск) е град в Беларус, Могильовска област, административен център на Бобруйски район. Населението на града през 2012 година е 216 500 души. Разположен е по брега на река Березина.

## История
Археологически разкопки показват съществуване на славянско селище на мястото на Бобруйск през 5 век. По времето на киевския княз Владимир I там има селище на рибари и ловци на бобри, откъдето идва името на града. В средата на 14 век е построена гранична крепост на Ржеч Посполита. През първата половина на 17 век градът се превръща в голям търговски център поради стратегическото му разположение на пресичането на основни търговски пътища и река Березина. Процъфтяват занаяти, населението достига 5000 души.
През 1810 г. започва строителството на крепост, маркираща границите на Руската империя с Прусия и Австрийската империя. Тя е почти изградена през 1812 г. и задържа атаките на Наполеоновите войски в продължение на 4 месеца. След войната сградата е разширена и е завършена през 1820 г.
Преброяване от 1861 г. показва население от 15 766 души – беларуси, украинци, поляци и евреи. Повечето сгради, както и в останалите беларуски градове, са построени от дърво. След Наполеоновите войни еврейското население на Бобруйск устойчиво нараства. През 1897 г. от 34 336 жители 61% са евреи. Последните десетилетия на 19 век са отбелязани с погроми, последвали убийството на руския император Александър II. Повечето нападения са отблъснати от самоорганизирани еврейски въоръжени групи. Голям пожар от 1902 г. оставя 2500 семейства без подслон и нанася тежки материални щети, но градът бързо е построен отново, този път от тухли и камък.
През 1941 г. армиите на Нацистка Германия завладяват Бобруйск. 20 000 местни евреи са избити и погребани в масови гробове. В югозападната част на града са създадени гето и трудов лагер. През 1943 г. те са закрити и оцелелите евреи са избити. На 29 юни 1944 г. Червената армия превзема Бобруйск, убивайки над 20 000 германски войници. Градът е в развалини, а от довоенното население от 84 000 души след войната остават около 28 000 души. Населението от 1939 г. е достигнато в края на 1950-те благодарение на засилващата се урбанизация на страната.

## Икономика
В града се намира най-големият дървообработващ завод в Беларус, има химически и машиностроителни предприятия.

## Побратимени градове
- Владимир, Русия
- Каменское, Украйна
- Наро-Фоминск, Русия
- Нови Анени, Молдова
- Пухов, Словакия
- Севлиево, България
- Уст Каменогорск, Казахстан